# IBM e o Holocausto
IBM e o Holocausto é um livro escrito por Edwin Black que descreve a relação entre a IBM e a Alemanha Nazista. O livro foi publicado em mais de 40 países e em 14 idiomas.

## Obras Derivadas
IBM e o Holocausto é a base de "P-U-N-C-H", uma ópera composta e dirigida pelo compositor porto-alegrense Christian Benvenuti. Definida como um desafio às convenções da ópera, a obra se constitui no primeiro espetáculo artístico apresentado sobre a aliança entre a IBM e o Terceiro Reich.